# Бухара - Ташкент - Бишкек - Алмати (газопровод)
Газопроводът Бухара – Ташкент – Бишкек – Алмати е главният газопровод за износ на газ от Узбекистан.

## История
Строежът на газопровода започва през 1967 г. През 1968 г. той достига до Ташкент, през 1970 г. - Бишкек (тогава Фрунзе) и през 1971 г. достига до Алмати.

## Описание
Газопроводът пренася узбекски природен газ до Киргизстан и Казахстан. За Казахстан това е важен газопровод, тъй като предоставя газ до столицата Алмати, както и до южните части на страната. Той също така снабдява северен Киргизстан и след като бъде съединен с планирания газопровод Централна Азия - Китай, има потенциала да пренася газ и до Китай. Диаметърът на тръбите е 1020 мм, а годишният му капацитет е почти 22 милиарда кубични метра природен газ.

## Оператори
Казахстанската част от газопровода се ръководи от КазТрансГаз Архив на оригинала от 2007-10-11 в Wayback Machine., собственост на КазМунайГаз. Киргизстанската част се ръководи от КирКазГаз, джойнт венчър дружество на Казтрансгаз и Киргизгаз с равно участие на двете страни, създадено през март 2004 г. след споразумение от 2003 г. между казахстанския президент Нурсултан Назарбаев и тогавашния президент на Киргизстан Аскар Акаев. Целта на това дружество е да поддържа в добро техническо състояние частта от тръбопровода, която минава през територията на Киргизстан. Дружеството е финансирано през 2006 г. от Европейския съюз.

## Бъдещо развитие
Техническото състояние на газопровода е обезпокоително, особено в Киргизстан. Има планове за изграждане на втори газопровод и обновяване на съществуващия.